# Shaun Evans
Shaun Francis Evans (ur. 6 marca 1980 w Liverpool) – brytyjski aktor, reżyser i producent.

## Życiorys
Urodził się w Anglii, w Liverpoolu. Studiował w Guildhall School of Music and Drama w Londynie. Popularność przyniosła mu główna rola w serialu kryminalnym Endeavour: Sprawy młodego Morse’a, o początkach kariery inspektora Morse’a.

## Filmografia
- 2002: Nauczyciele jako John Paul Keating
- 2004: Julia jako Tom Fennel
- 2006: Cashback jako Sean Higgin
- 2006: Droga donikąd jako Alex
- 2009: Powstać z popiołów jako Kevin Hales
- 2012: Morderca z Whitechapel jako Sly Driscoll
- 2012–2023: Endeavour: Sprawy młodego Morse’a jako inspektor Endeavour Morse
- 2015: The Scandalous Lady W jako sir Richard Worsley